# Rybozo-5-fosforan
Rybozo-5-fosforan – organiczny związek chemiczny, ester kwasu fosforowego i rybozy (cukru z grupy aldoz) poprzez grupę hydroksylową znajdującą się przy atomie węgla nr 5.
Jest to metabolit – produkt pośredni szlaku pentozofosforanowego. Powstaje w nim z rybulozo-5-fosforanu będącego jego izomerem (ketozą). Rybozo-5 fosforan może z kolei ulegać dalszym przekształceniom w kierunku fruktozo-6-fosforanu i 3-fosfogliceroaldehydu (należy zwrócić uwagę na występowanie tych związków w glikolizie).